# MotherFatherSon
MotherFatherSon – brytyjski serial telewizyjny (dramatyczny, thriller) wyprodukowany przez  BBC Studios oraz BBC Two Films, którego twórcą jest Tom Rob Smith. Serial był emitowany od 6 marca 2019 roku do 24 kwietnia 2019 roku  przez  BBC Two.

## Fabuła
Serial opowiada o Maksie, biznesmenie, właścicielu  bardzo wpływowej firmy medialnej. Od kilku lat żyje on w separacji z żoną, Kathryn, która pracuje w ośrodku dla bezdomnych. Caden, syn Maksa i Kathryn, kierują gazetą, ale prowadzi bardzo rozrywkowy tryb życia, który zaczyna zagrażać imperium ojca.

## Obsada
- Richard Gere jako Max[3]
- Helen McCrory jako Kathryn Villiers[3]
- Billy Howle jako Caden Finch[3]
- Pippa Bennett-Warner jako Lauren Elgood[4]
- Sinéad Cusack jako Maggie Barns[4]
- Joseph Mawle jako Scott Ruskin[4]
- Paul Ready jako Nick Caplan[4]
- Danny Sapani jako Jahan Zakari[4]
- Sarah Lancashire jako Angela Howard[4]
- Ciarán Hinds jako Walter Finch
- Elena Anaya jako Sofia
- Niamh Algar jako Orla,

## Odcinki
| Nr | Tytuł     | Reżyseria         | Scenariusz    | Premiera w BBC One | Premiera w   |
| -- | --------- | ----------------- | ------------- | ------------------ | ------------ |
| 1  | Episode 1 | James Kent        | Tom Rob Smith | 6 marca 2019       | nieemitowany |
| 2  | Episode 2 | James Kent        | Tom Rob Smith | 13 marca 2019      | nieemitowany |
| 3  | Episode 3 | Charles Sturridge | Tom Rob Smith | 20 marca 2019      | nieemitowany |
| 4  | Episode 4 | Charles Sturridge | Tom Rob Smith | 27 marca 2019      | nieemitowany |
| 5  | Episode 5 | Charles Sturridge | Tom Rob Smith | 3 kwietnia 2019    | nieemitowany |
| 6  | Episode 6 | Charles Sturridge | Tom Rob Smith | 10 kwietnia 2019   | nieemitowany |
| 7  | Episode 7 | James Kent        | Tom Rob Smith | 17 kwietnia 2019   | nieemitowany |
| 8  | Episode 8 | James Kent        | Tom Rob Smith | 24kwietnia 2019    | nieemitowany |

## Produkcja
Pod koniec sierpnia 2016 roku stacja BBC Two zamówiła serial od Toma Roba Smitha.
W maju 2018 roku ogłoszono, że główne role zagrają: Richard Gere, Helen McCrory i Billy Howle.
W kolejnym miesiącu poinformowano, że Pippa Bennett-Warner, Sinéad Cusack, Joseph Mawle, Paul Ready, Danny Sapani oraz Sarah Lancashire dołączyli do obsady.